# Ich liebe Dich zu Tode
Ich liebe Dich zu Tode ist eine US-amerikanische Filmkomödie des Regisseurs Lawrence Kasdan aus dem Jahr 1990, in der es um die erfolglosen Versuche geht, einen untreuen Ehemann umzubringen.

## Handlung
Der Pizzabäcker Joey Boca nimmt es nicht so ernst mit der ehelichen Treue. Seine Ehefrau Rosalie ist davon überhaupt nicht begeistert. Weil ihre katholische Erziehung eine Scheidung nicht zulässt, sind eben andere Maßnahmen gefragt. Ermuntert durch ihre resolute Mutter sowie den Pizzaboten und Hausfreund Devo beschließt sie, den notorisch untreuen Gatten vom Leben zum Tode zu befördern, was sich allerdings in der Praxis als ausgesprochen schwierig erweist.
Zunächst zeigen weder ein angeheuerter Killer mit einem Baseballschläger noch eine Autobombe von Rosalies Mutter das gewünschte Ergebnis. Daher kochen Rosalie und ihre Mutter für Joey eine gut gewürzte Spaghettisauce mit zwei Gläsern Schlaftabletten, Joey ist jedoch zäh und döst erst nach etlichen Portionen ein. Um sicherzugehen, rufen sie Devo, der in Rosalie verliebt ist. Er soll Joey mit einer Pistole den Rest geben, trifft ihn am Hinterkopf, Joey überlebt aber.
Daher bittet Devo die zwei vermeintlichen Profikiller Harlan und Marlon zu Hilfe. Beide sind high und schießen schließlich auf Joeys Herz. Die Blutspuren auf seinem Hemd lassen darauf schließen, dass das Projektil auf der Rückseite wieder ausgetreten ist. Daraufhin scheint klar, dass er tot ist, und Rosalie erkennt, was sie getan haben, und betet, dass Joey noch leben möge, woraufhin er hinter ihr auftaucht. Er hat von den Mordversuchen aber offensichtlich nichts gemerkt, wenn er auch vorher über Bauch- bzw. Kopfschmerzen klagte.
Zwei Polizisten, Stammgäste bei Joey’s Pizza, bekommen schließlich einen Hinweis und wollen nach Joey sehen. Sie erkennen die Schusswunden und rufen einen Krankenwagen. Joey überlebt, weil die Schlaftabletten seine Blutungen gestillt haben. Sowohl Rosalie als auch ihre Mutter nehmen die Mordversuche auf sich. Joey erkennt, dass sein Verhalten falsch war und will sich bessern. Er macht noch am Krankenbett mit seiner Geliebten Schluss und holt schließlich Rosalie, deren Mutter sowie Harlan und Marlon aus dem Gefängnis, indem er die Kaution bezahlt. Er will weiter mit Rosalie zusammenleben – und verspricht, ihr künftig treu zu bleiben.

## Hintergrund
Die Handlung dieses Films geht auf ein tatsächliches Ereignis zurück: Der Pizzabäcker Tony Toto überlebte im Jahr 1983 mehrere Mordanschläge seiner Frau Frances. Nachdem er sie gegen Kaution aus dem Gefängnis geholt und ihr vergeben hatte, setzten beide ihre Ehe fort.

## Kritiken
Ich liebe Dich zu Tode hat bei der Filmkritik ein durchwachsenes bzw. uneinheitliches Echo ausgelöst. Kritisch ist in zahlreichen Fällen angemerkt worden, es handele sich insgesamt um eine eher mittelmäßige Komödie. Weitgehend einig war man sich hingegen hinsichtlich der beachtlichen Leistungen der Schauspieler. Das gilt insbesondere für Hurt und Reeves, die ihre Rollen als bekiffte und mit dem Auftragsmord völlig überforderte Killer mit großer komödiantischer Begabung gemeistert hätten.

„Konzeptionslos inszenierte, ebenso plumpe wie langweilige Komödie.“